# Tuffi ai Giochi della XVI Olimpiade - Trampolino femminile
La competizione del trampolino femminile  di tuffi ai Giochi della XVI Olimpiade si è svolta nei giorni 3 e 4 dicembre 1956 allo stadio del nuoto di Melbourne.

## Programma
| Data        | Round          | Note                                                          |
| ----------- | -------------- | ------------------------------------------------------------- |
| 30 novembre | Qualificazioni | 6 tuffi liberi. Le migliori 12 in finale.                     |
| 1º dicembre | Finale         | 4 tuffi liberi (si riporta il punteggio della qualificazione) |

## Risultati

### Qualificazioni
| Pos. | Atleta               | Nazione          | Punteggio singoli tuffi | Punteggio singoli tuffi | Punteggio singoli tuffi | Punteggio singoli tuffi | Punteggio singoli tuffi | Punteggio singoli tuffi | Totale   |
| Pos. | Atleta               | Nazione          | 1º                      | 2º                      | 3º                      | 4º                      | 5º                      | 6º                      | Totale   |
| ---- | -------------------- | ---------------- | ----------------------- | ----------------------- | ----------------------- | ----------------------- | ----------------------- | ----------------------- | -------- |
| 1    | Pat McCormick        | Stati Uniti      | 10,78                   | 13,43                   | 14,63                   | 10,01                   | 14,30                   | 13,65                   | 76,80    |
| 2    | Irene MacDonald      | Canada           | 11,04                   | 10,80                   | 12,73                   | 8,19                    | 14,74                   | 15,75                   | 73,25    |
| 3    | Barbara Gilders      | Stati Uniti      | 10,22                   | 11,73                   | 12,92                   | 9,36                    | 13,80                   | 13,44                   | 71,47    |
| 4    | Jeanne Stunyo        | Stati Uniti      | 9,94                    | 11,73                   | 13,68                   | 9,23                    | 13,86                   | 12,60                   | 71,04    |
| 5    | Valentina Chumicheva | Unione Sovietica | 9,44                    | 11,22                   | 10,80                   | 13,00                   | 7,32                    | 13,64                   | 65,42    |
| 6    | Kanoko Tsutani       | Giappone         | 10,24                   | 12,20                   | 12,16                   | 8,19                    | 9,76                    | 11,44                   | 63,99    |
| 7    | Phyllis Ann Long     | Gran Bretagna    | 10,20                   | 11,73                   | 8,45                    | 12,35                   | 9,72                    | 10,78                   | 63,23    |
| 8    | Birte Christoffersen | Svezia           | 9,92                    | 11,39                   | 7,65                    | 8,71                    | 12,54                   | 12,60                   | 62,81    |
| 9    | Zoya Blyuvas         | Unione Sovietica | 10,72                   | 8,19                    | 12,20                   | 9,69                    | 9,12                    | 12,20                   | 62,12    |
| 10   | Ninel' Krutova       | Unione Sovietica | 9,92                    | 8,85                    | 11,02                   | 9,15                    | 11,60                   | 11,00                   | 61,54    |
| 11   | Nicole Péllissard    | Francia          | 9,18                    | 9,86                    | 11,40                   | 8,58                    | 8,46                    | 13,00                   | 60,48    |
| 12   | Anna-Stina Wahlberg  | Svezia           | 8,32                    | 11,73                   | 10,07                   | 8,58                    | 10,60                   | 11,00                   | 60,30    |
| 13   | Barbara MacAulay     | Australia        | 10,72                   | 9,15                    | 10,64                   | 7,67                    | 12,98                   | 9,03                    | 60,19    |
| 14   | Charmain Welsh       | Gran Bretagna    | 11,52                   | 10,80                   | 5,61                    | 5,85                    | 10,07                   | 15,60                   | 59,45    |
| 15   | Rosalyn Barton       | Australia        | 9,12                    | 9,45                    | 11,59                   | 8,32                    | 9,02                    | 11,00                   | 58,50    |
| 16   | Hatsuko Hirose       | Giappone         | 9,44                    | 8,70                    | 10,26                   | 7,80                    | 10,62                   | 9,20                    | 56,02    |
| 17   | Pat Howard           | Australia        | 9,92                    | 9,00                    | 7,22                    | 7,28                    | 11,44                   | 9,03                    | 53,89    |
| -    | Lilo Mund            | Cile             | 0                       | 0                       | Ritirato                | Ritirato                | Ritirato                | Ritirato                | Ritirato |

### Finale
| Pos.    | Atleta               | Nazione          | Qualificazione | Punteggio singoli tuffi | Punteggio singoli tuffi | Punteggio singoli tuffi | Punteggio singoli tuffi | Totale |
| Pos.    | Atleta               | Nazione          | Qualificazione | 1º                      | 2º                      | 3º                      | 4º                      | Totale |
| ------- | -------------------- | ---------------- | -------------- | ----------------------- | ----------------------- | ----------------------- | ----------------------- | ------ |
| Oro     | Pat McCormick        | Stati Uniti      | 76,80          | 15,96                   | 16,72                   | 15,84                   | 17,04                   | 142,36 |
| Argento | Jeanne Stunyo        | Stati Uniti      | 71,04          | 11,13                   | 14,52                   | 13,60                   | 15,60                   | 125,89 |
| Bronzo  | Irene MacDonald      | Canada           | 73,25          | 12,81                   | 6,60                    | 13,86                   | 14,88                   | 121,40 |
| 4       | Barbara Gilders      | Stati Uniti      | 71,47          | 13,23                   | 11,00                   | 13,40                   | 11,66                   | 120,76 |
| 5       | Valentina Chumicheva | Unione Sovietica | 65,42          | 14,03                   | 10,29                   | 13,64                   | 15,12                   | 118,50 |
| 6       | Phyllis Ann Long     | Gran Bretagna    | 63,23          | 9,24                    | 10,80                   | 14,00                   | 10,34                   | 107,61 |
| 7       | Nicole Péllissard    | Francia          | 60,48          | 14,49                   | 8,36                    | 11,44                   | 11,55                   | 106,32 |
| 8       | Kanoko Tsutani       | Giappone         | 63,99          | 10,20                   | 11,22                   | 11,55                   | 6,16                    | 103,12 |
| 9       | Birte Christoffersen | Svezia           | 62,81          | 10,37                   | 9,12                    | 11,97                   | 7,92                    | 102,19 |
| 10      | Ninel' Krutova       | Unione Sovietica | 61,54          | 11,22                   | 11,76                   | 9,66                    | 6,16                    | 100,34 |
| 11      | Zoya Blyuvas         | Unione Sovietica | 62,12          | 8,82                    | 11,55                   | 8,40                    | 7,26                    | 98,15  |
| 12      | Anna-Stina Wahlberg  | Svezia           | 60,30          | 9,18                    | 7,35                    | 11,44                   | 9,02                    | 97,29  |